# Spring break
Spring break (termine in lingua inglese traducibile in italiano con "pausa - o, meglio, vacanza - di primavera") è una tradizione accademica che prevede una settimana di vacanza che numerosi studenti dei paesi anglosassoni (Regno Unito, Stati Uniti, Canada, Australia, Nuova Zelanda, ecc.) e di un certo numero di altri paesi (Giappone, Corea, Cina, Francia, ecc.) hanno a disposizione e si concedono a inizio primavera. In genere, in questo periodo gli studenti si recano in un luogo turistico per una settimana di vacanza totale.
Mentre nei paesi dell'emisfero boreale questa ricorrenza può avvenire tra febbraio e maggio, nei paesi dell'emisfero australe può avvenire tra settembre e dicembre.

## Lo spring break nel mondo

### Stati Uniti
Negli Stati Uniti la vacanza si può svolgere dalla fine di febbraio fino a circa metà aprile, ma il periodo più usuale è quello della prima metà di marzo. Le destinazioni privilegiate per le vacanze di primavera degli americani sono Miami, Daytona Beach e le località messicane di Cancún, Acapulco o Puerto Vallarta.

### Canada
In Canada questa festa è conosciuta come reading break e si svolge solitamente in febbraio. Nel Québec, la provincia canadese francofona, si chiama semaine de lecture (settimana della lettura) o semaine de relâche (settimana del relax). La giustificazione ufficiale di questa vacanza è l'avanzamento negli studi per gli studenti, e la correzione e la preparazione di compiti per gli insegnanti.

### Giappone
In Giappone, la festa di primavera si svolge tra la fine dell'anno scolastico universitario in marzo e l'inizio del nuovo anno in aprile.

### Francia
Gli studenti in medicina (compresi quelli in farmacia, odontoiatria e ostetricia) di tutte le facoltà francesi usano ritrovarsi una settimana, generalmente in marzo, in località sciistiche.